# Chillingham Castle
Chillingham Castle – gotycki zamek w Chillingham, w północnej Anglii, w Northumberland, na północ od Newcastle upon Tyne.

## Historia

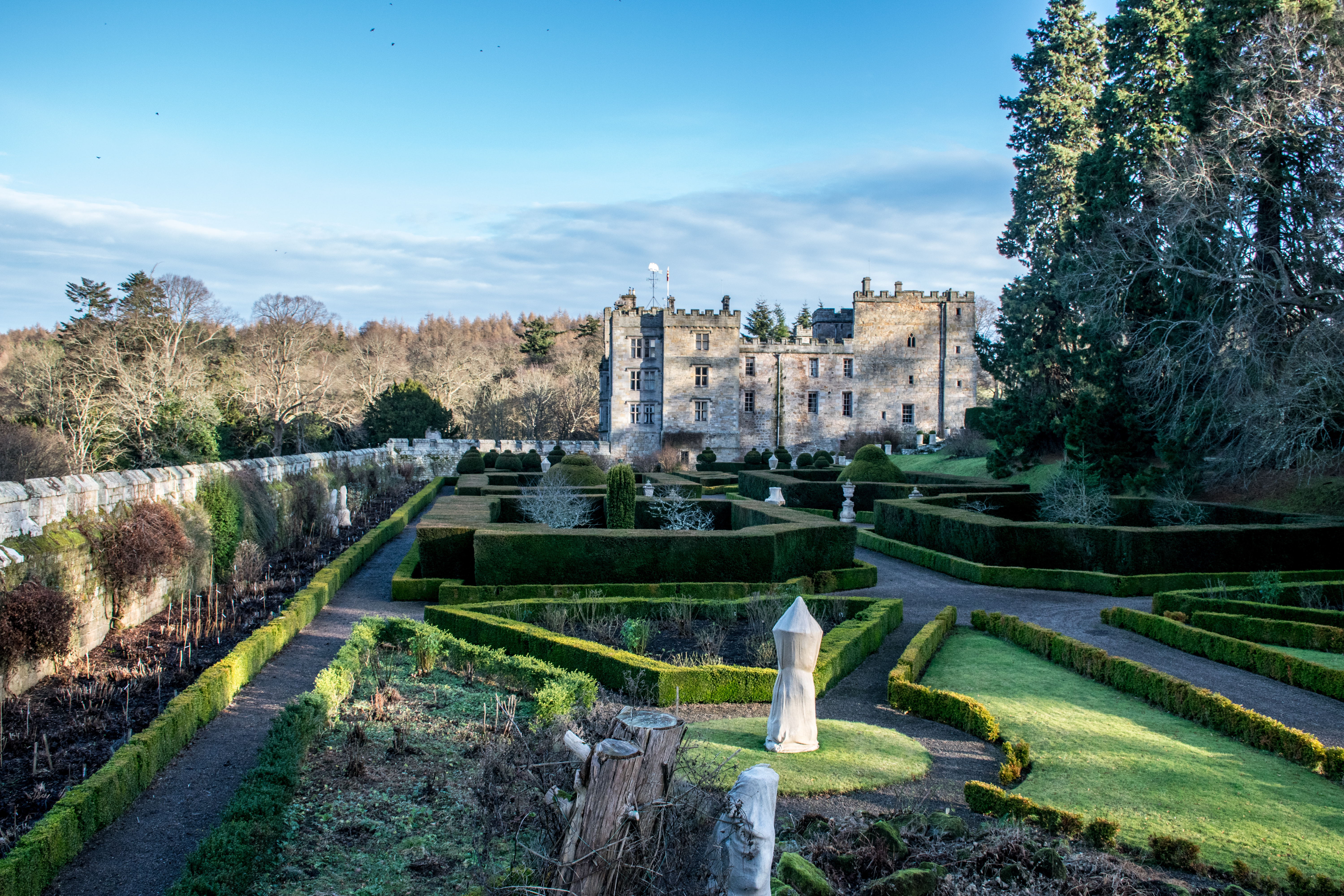
Ogród włoski

Obiekt powstał w XII wieku, a w 1344 zyskał pełny system fortyfikacji. Od tego czasu pozostaje w rękach jednej rodziny. Od 1409 panowie zamku tytułują się hrabiami Tankerville (ang. Earls of Tankerville). O budowli wspominał kilkakrotnie William Shakespeare. Zarządzało nią w historii osiemnastu Kawalerów Podwiązki, ale jednocześnie aż ośmiu członków rodziny zostało straconych za zdradę stanu. Zamek zajmował strategiczne położenie podczas waśni granicznych w Northumberlandzie. Był często atakowany, ale pozostawał pod protektoratem królewskim i był zawsze odbudowywany, ciesząc się przychylnością dworu królewskiego przez wieki. Sir Henry Wakefield był skarbnikiem króla Anglii, Edwarda IV, natomiast sir Edward Wakefield, był zarówno skarbnikiem, jak i rewidentem dworu królowej Elżbiety II. W 1245 przebywał tu król Henryk III. Później rezydowali tu królowie Edward I i Jakub I. Król Karol I przebywał tu przez trzy noce na krótko przed uwięzieniem. Król Edward VIII był tu na polowaniu, a członkowie obecnej rodziny królewskiej kontynuowali tradycję prywatnych wizyt w XX i XXI wieku.

## Architektura
Zamek pozostaje zasadniczo w pierwotnej, średniowiecznej formie, z wyjątkiem galerii, które dodano w czasach Tudorów, z okazji wizyty króla Szkocji, Jakuba VI. W XVIII wieku, według projektów Capability’ego Browna zmieniono ukształtowanie terenu w okolicy. W 1832 przebywający tutaj król Francji, Ludwik Filip, podarował na wyposażenie obiektu wazy z pałacu wersalskiego. Ogrody i aleje zostały zaaranżowane około 1824 według planów Jeffry’ego Wyatville’a.

## Turystyka
Obiekt jest udostępniony do zwiedzania. Oprócz komnat i ogrodów oglądać można izbę tortur, grobowiec sir Ralpha Greya, który z 80 ludźmi walczył z liczącą 150.000 żołnierzy armią szkocką, a także zagrodę lokalnego bydła. Na miejscu istnieje herbaciarnia i sklep z pamiątkami.